# Fairview (Virginia)
Fairview è un census-designated place (CDP) degli Stati Uniti d'America, situato nello stato della Virginia, nella contea di Mecklenburg. Secondo il censimento del 2020 gli abitanti di Fairview ammontavano a 237.